# ...Live in Chicago
...Live in Chicago es un álbum en vivo por la banda de rock Panic at the Disco. Fue grabado mientras estaban de gira en Chicago por el Honda Civic Tour 2008, liderada por panic, en este DVD se combinan las canciones de Pretty. Odd. y de A Fever You Can't Sweat Out, las de este último son versiones adaptadas al sonido Pretty. Odd.. El CD conciste en 17 canciones en vivo en Chicago, 4 canciones versión alternativa (dos que se pueden encontrar como bonus en la versión digital de iTunes de Pretty. Odd y dos nuevas). Y en el DVD Además del show, incluye los making off de los videos de su segundo álbum. También cuenta con un documental que se llama All in A Days, que muestra a la banda en el momento previo al show y un mini-film que realizó la banda para MTV.
Este álbum es tocada la canción Time to Dance en versión acústica.

## Lista de canciones
CD/DVD:
1. We're So Starving
2. Nine in the Afternoon
3. But It's Better If You Do
4. Camisado
5. She's a Handsome Woman
6. The Only Difference Between Martyrdom And Suicide Is Press Coverage
7. Behind the Sea
8. Lying Is the Most Fun a Girl Can Have Without Taking Her Clothes Off
9. I Constantly Thank God for Esteban
10. That Green Gentleman (Things Have Changed)
11. There's a Good Reason these Tables Are Numbered Honey, You Just Haven't Thought of It Yet
12. Folkin' Around
13. I Write Sins Not Tragedies
14. Northern Downpour
15. Time to Dance (Acústico)
16. Pas de Cheval
17. Mad as Rabbits

### Contenido Adicional en CD "Live in Chicago"
Do You Know What I'm Seeing? (Alternate version)
Behind the Sea (Alternate version)
She Had the World (Alternate version)
The Piano Knows Something I Don't Know (Alternate version)

### Documental
1. All in A Days

### Filme Incluido
American Vailley

### Videos de música
1. Nine in the Afternoon
2. That Green Gentleman (Things Have Changed)
3. Mad as Rabbits
4. Northern Downpour

### La realización de vídeos musicales
1. Nine in the Afternoon
2. That Green Gentleman (Things Have Changed)
3. Northern Downpour

### Créditos
- Brendon Urie – Vocalista, guitarra rítmica, bajo
- Ryan Ross – Guitarra solista, (co-vocalista)
- Jon Walker – Coros, bajo, guitarra rítmica (co-vocalista)
- Spencer Smith – Batería, percusión
- Eric Ronick - Piano- teclado, pandereta